# Bataille de Bowang
Guerres de la fin de la dynastie Han
La bataille de Bowang(chinois simplifié : 博望之战 ; chinois traditionnel : 博望之戰 ; pinyin : Bówàng Zhī Zhàn), ou bataille de la pente de Bowang (chinois simplifié : 博望坡之战 ; chinois traditionnel : 博望坡之戰 ; pinyin : Bówàngpō Zhī Zhàn), a lieu en Chine en l'an 202, durant la fin de la dynastie Han. Elle oppose deux seigneurs de guerre, Cao Cao et Liu Bei, et s'achève par la victoire des troupes de ce dernier.

## Situation avant la bataille

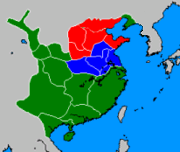
Carte de la Chine Est

Après avoir été vaincu par Cao Cao en 200, et chassé de la province de Xu, Liu Bei commence par partir vers le nord, pour se réfugier auprès du seigneur de guerre Yuan Shao. Cependant, lorsque Shao est vaincu par Cao Cao lors de la bataille de Guandu à la fin de la même année, Bei repart vers le sud pour rejoindre la Province de Jing; où il espère être protégé par le gouverneur Liu Biao. Au début, Biao se félicite de l'arrivée de Bei et lui confie la gestion du Xian de Xinye. Mais avec le temps, l'influence de Liu Bei sur la population de la province de Jing grandit, au point que Biao commence à se méfier de lui. En conséquence, Liu Biao envoie Liu Bei à Bowang, qui se trouve près de la frontière nord de la province de Jing, pour défendre la ville contre une éventuelle invasion par les troupes de Cao Cao.
À cette date, Cao Cao est dans le nord de la Chine, où il est en guerre avec les fils de Yuan Shao, à savoir Yuan Tan, Yuan Xi et Yuan Shang. Shao étant mort de maladie entre-temps, ses fils s'entredéchirent pour savoir qui régnera sur les fiefs du défunt et Cao en profite pour les éliminer un par un en jouant sur leurs rivalités. Pour contrer les manœuvres de Liu et éliminer le risque d'une attaque sur son flanc sud, Cao Cao confie une armée à ses généraux Xiahou Dun, Li Dian (en) et Yu Jin et les envoie vers le sud pour attaquer Liu Bei.

## La bataille
Lors des combats, Liu Bei donne soudainement l'ordre à ses soldats de mettre le feu à son camp et se retire vers le sud. Xiahou Dun décide de prendre en chasse les fuyards, mais Li Dian le met en garde : «Je suspecte une embuscade, car les bandits reculent sans aucune raison. Les chemins qui mènent vers le sud sont étroits et les buissons qui les bordent sont épais. Ne les poursuivez pas.» Xiahou Dun ignore l'avertissement de Li Dian et laisse ce dernier en arrière pour garder le camp, pendant qu'il prend la tête du reste de ses troupes pour poursuivre l'armée de Liu Bei qui bat en retraite. Comme l'avait prédit Li Dian, Liu Bei, loin de s'enfuir, a préparé une embuscade un peu plus loin et Xiahou Dun tombe dans le piège. Dun est vaincu et il ne doit la vie sauve qu'à l'arrivée des troupes de Li Dian, Liu Bei se repliant pour de bon lorsqu'il voit arriver ce dernier.
Dans la bataille, Zhao Yun, un des généraux de Liu, réussit à capturer Xiahou Lan, un commandant ennemi qui est né dans la même ville que Zhao. Après la fin des combats, Zhao Yun demande à Liu Bei d'épargner Xiahou et lui recommande de nommer ce dernier à un poste de juge militaire.

## La bataille dans leRoman des Trois Royaumes
Le déroulement de cette bataille est décrit, de manière romancée, dans le chapitre 39 du Roman des Trois Royaumes, un roman historique écrit par Luo Guanzhong.
Cao Cao envoie Xiahou Dun attaquer Liu Bei à Xinye et lui donne le commandement de 100 000 hommes pour mener à bien sa tâche. Cette attaque survient juste après que Zhuge Liang a rejoint les rangs des troupes de Liu Bei et il n'a encore rien fait de particulier pour son nouveau maître. Guan Yu et Zhang Fei, les deux frères jurés de Liu Bei, sont réticents à l'idée de suivre les ordres de ce nouveau venu, qui leur semble bien jeune. Pour asseoir son autorité, Zhuge Liang emprunte l'épée et le sceau personnel de Liu Bei, pour bien faire comprendre que lui désobéir revient à désobéir à Bei. Ceci fait, il expose le plan qu'il a mis au point pour repousser l'armée de Xiahou Dun: Guan Yu et Zhang Fei doivent prendre la tête d'un petit groupe de 1 000 hommes chacun et se mettre en embuscade l'un à droite et l'autre à gauche à Bowang, et incendier les réserves ennemies lorsqu'ils verront un feu brûler au Sud de leurs positions. De leur côté, Guan Ping et Liu Feng doivent déclencher un incendie au niveau de la pente de Bowang dès que l'ennemi arrive sur eux. Enfin, Zhao Yun doit conduire l'avant-garde qui va servir d’appât pour attirer l’ennemi dans le piège, pendant que Liu Bei conduit les renforts. Zhuge Liang demande également à Liu Bei de commencer à préparer la fête devant servir à célébrer sa victoire.
Lorsque Xiahou Dun arrive à Bowang, il prend la moitié de ses troupes avec lui pour former l'avant-garde, pendant que l'autre moitié reste en arrière pour garder les provisions. Tour à tour, Zhao Yun et Liu Bei apparaissent pour défier Xiahou Dun, puis feignent d'être vaincus pour amener Xiahou Dun à les poursuivre. Voyant que Dun prend personnellement la tête des troupes poursuivant les fuyards, son Général adjoint Han Hao le met en garde contre le risque de tomber dans une embuscade. Sûr de lui, Xiahou Dun lui répond «Tout ce que je vois, c'est que l’ennemi est très faible. Même s'ils nous tendent une embuscade depuis dix directions en simultané, je n'ai rien à craindre.» Alors que Xiahou Dun s'enfonce toujours plus loin dans la vallée, Liu Bei réapparait pour l'attaquer, puis bat très vite en retraite. Xiahou Dun éclate alors de rire et dit à Han Hao, «C'est donc cela l'embuscade dont vous me parliez!», avant d'avancer en direction de Xinye.
Pendant la poursuite, Yu Jin et Li Dian arrivent dans une portion étroite de la route. Inquiet, Li dit à Yu, «Celui qui sous-estime l’ennemi rencontrera certainement la défaite. Ici, le terrain est difficile, que se passerait-il si l’ennemi utilisait le feu à cet endroit ?» Yu Jin comprend l’inquiétude de Li Dian et part en avant pour avertir Xiahou Dun, tandis que Li tente d’arrêter ses hommes. Dans le même temps, Xiahou Dun réalise tout à coup le danger de sa situation et tente de battre en retraite, mais les troupes embusquées de Liu ont déjà mis le feu tout autour de lui. Les vents forts qui soufflent dans la région contribuent à répandre le feu, ce qui provoque la panique au sein des troupes de Xiahou Dun, dont les soldats se piétinent mutuellement en essayant de fuir. C'est à ce moment-là que Zhao Yun fait demi-tour pour attaquer ses ennemis. Voyant à quel point sa situation est désespérée, Xiahou Dun s’échappe en traversant les flammes et la fumée. À l’arrière, les hommes de Guan Yu et de Zhang Fei mettent le feu aux provisions de Xiahou Dun, pendant que Han Hao et Xiahou Lan tentent de les arrêter. Xiahou Lan est tué par Zhang Fei tandis que Han Hao s'enfuit avec Li Dian et Yu Jin. Le lendemain matin, Xiahou Dun rassemble ses soldats survivants et se retire à Xuchang.

Après la victoire, Guan Yu et Zhang Fei changent d'attitude à l’égard de Zhuge Liang et le traitent avec tout le respect voulu. Pendant ce temps, à Xuchang, Xiahou Dun se présente devant Cao Cao après s'être ligoté de lui-même comme un prisonnier, et demande à être exécuté comme punition pour sa défaite. Cao Cao lui pardonne son échec et le relâche, avant de récompenser Li Dian et Yu Jin pour leur clairvoyance.
Historicité de ce récit

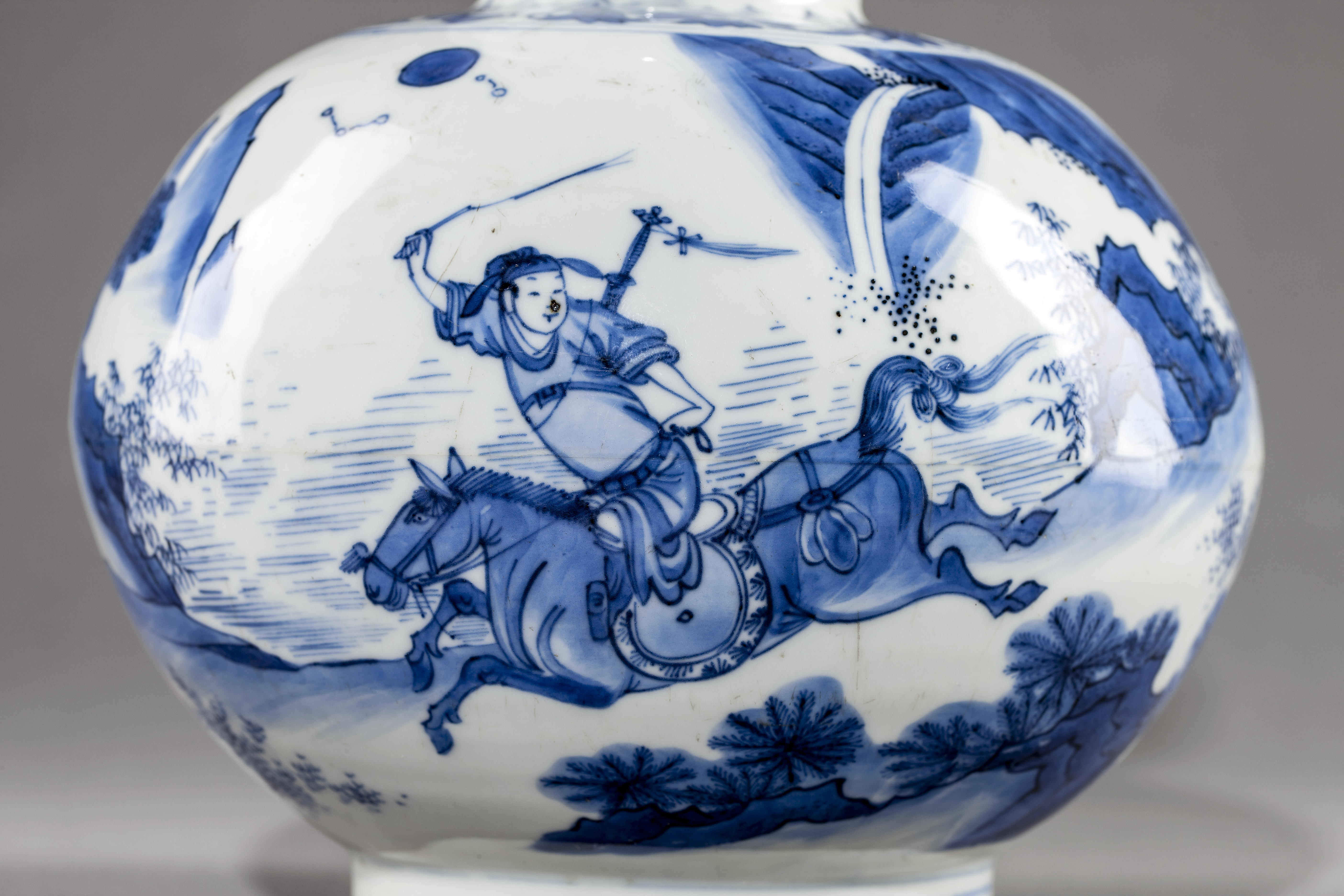
Un cavalier galopant vers le mont Bowang...

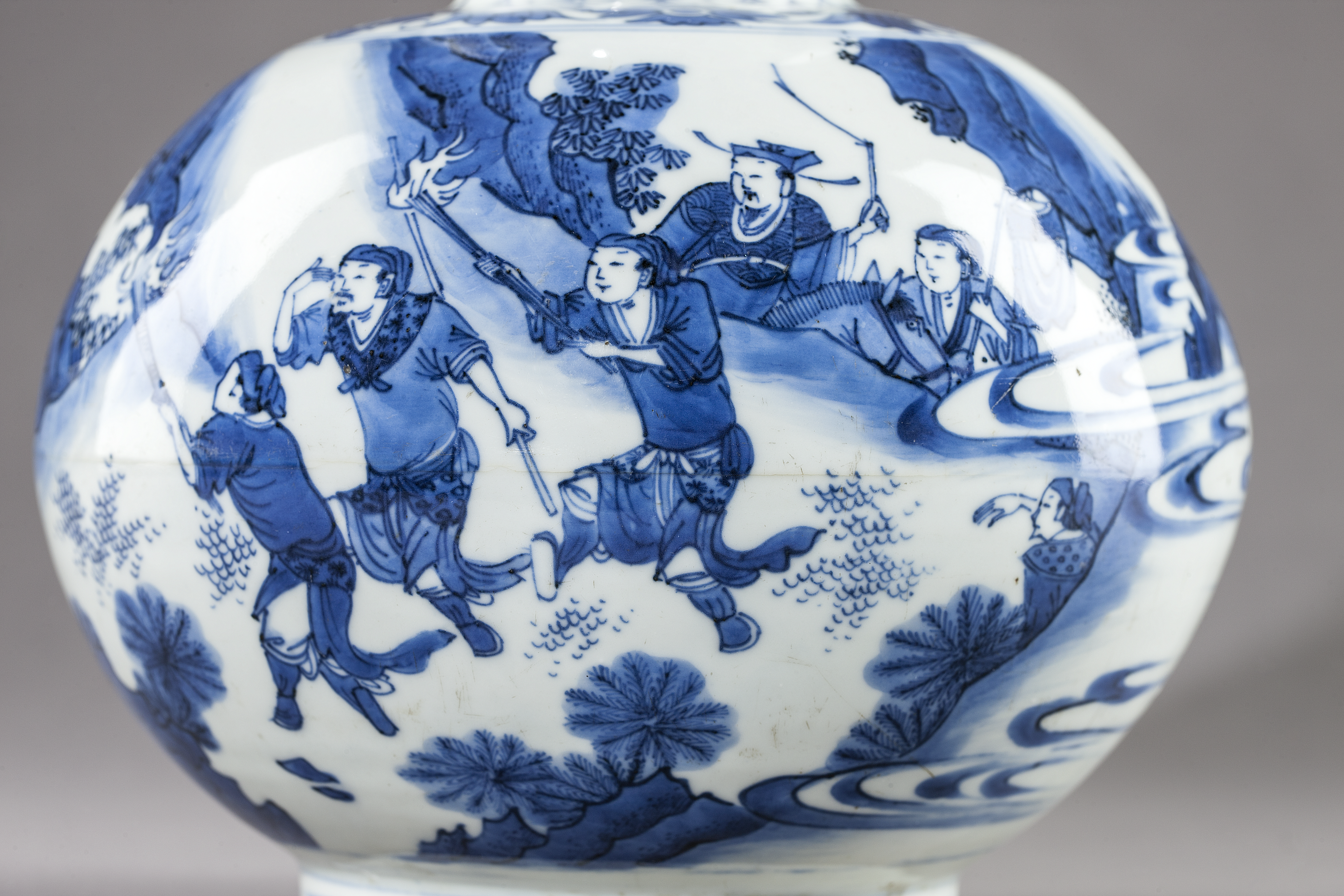
... suivi par des fantassins portant des torches enflammées. 1627-1644 - Hallwyl Museum

La Biographie de Liu Bei présente dans le Sanguozhi mentionne que Liu Bei a résisté à une attaque de Xiahou Dun et Yu Jin à Bowang. Il a préparé une embuscade et mis le feu à son propre camp, avant de faire semblant de battre en retraite. Xiahou Dun a poursuivi Liu Bei, est tombé dans l’embuscade et a été vaincu. Il n'est pas fait mention d'une intervention de ses généraux durant la bataille.
Concernant la participation de Zhuge Liang aux combats, bien que leurs biographies respectives de spécifient pas l’année exacte où Liang a rejoint les forces de Bei, le premier n'est mentionné dans la biographie du second qu’après la bataille de Bowang. Il n’y a aucune mention, dans aucune biographie, au sujet de la participation de Liang à la bataille.

## La bataille dans la culture populaire
Cette bataille a servi de base à de nombreuses pièces dans les différents types d’opéra chinois. On en trouve, par exemple, dans l’opéra cantonais et le zaju.
Elle est également présente dans plusieurs jeux vidéo ayant pour thème la période des trois Royaumes. On la trouve, entre autres, dans Warriors of Fate de Capcom, dans plusieurs épisodes de la série des Dynasty Warriors de Koei. Elle est même le premier niveau/stage des jeux Warriors of Fate et Sangokushi Koumeiden.
L’ancien champ de bataille de Bowang est maintenant classé comme étant un patrimoine de niveau Xian et un monument commémoratif en pierre y a été érigé. Des hallebardes cassées et des cendres de grains ont été découverts sur place lors de fouilles et les recherches ont permis de les dater de la fin de la dynastie Han.